# マッティ・シッパラ
マッティ・シッパラ（Matti Kalervo Sippala、1908年3月11日 - 1997年8月22日）は、フィンランドの陸上競技選手である。彼は、1932年に開催されたロサンゼルスオリンピックの男子やり投で銀メダルを獲得した。

## 経歴
ロサンゼルスオリンピックでの男子やり投は、7つの国から13人の選手が出場して1932年8月4日に予選なしの決勝のみで実施された。シッパラは第1投で68メートル14センチを投げて3位につけたが、5投目まで記録は伸びず、4位まで順位を下げていた。最後の6投目で、69メートル80センチと記録を伸ばし、同じくフィンランド代表のマッティ・ヤルヴィネンについで銀メダルを獲得した。なお、3位にも同じくフィンランド代表のエイノ・ペンティラが入り、フィンランド勢が表彰台を独占することになった。
その他の主要な競技会では、1934年にトリノで開催されたヨーロッパ陸上競技選手権大会のやり投で2位になった経験がある。その後1997年に、コトカで死去した。